# Euphyllodromia albomaculata
Euphyllodromia albomaculata es una especie de cucaracha del género Euphyllodromia, familia Ectobiidae.

## Distribución
Esta especie se encuentra en Brasil y Perú.